# Spogliamoci così senza pudor...
Spogliamoci così senza pudor... è un film commedia a episodi del 1976 diretto da Sergio Martino.
Come il film predecessore 40 gradi all'ombra del lenzuolo, è un'antologia di quattro episodi della commedia erotica all'italiana.

## Trama

### Il detective

Aldo Maccione e Alvaro Vitali

Aldo è un disonesto investigatore privato che viene incaricato di sorvegliare ininterrottamente una donna sospettata ingiustamente di tradimento dal marito. In seguito alle indagini, Aldo giunge alla conclusione che la donna è fedele al marito; ma, anziché rivelare la verità, fa di tutto per convincere l'ingenuo cliente dell'infedeltà della moglie, ricorrendo anche al tentativo di procurarsi false prove con subdoli inganni tramite la complicità del fido Broccolini, in codice "agente XX2". La realtà però si rivela molto più cinica: è infatti il cliente a tradire la moglie, per giunta proprio con la moglie dell'investigatore.

### La squadra di calcio

Enrico Montesano

Dante Zatteroni, ex calciatore reduce da squalifica a vita per essersi venduto una partita, è ridotto a fare di nascosto l'allenatore di bambini nella campagna romana in mezzo al pollame, con la speranza di piazzarne qualcuno nel calcio che conta ma, costretto alla fuga dai genitori inferociti che lo accusano di ostacolare gli studi dei loro figli, si trasferisce al nord Italia. Qui incontra un ex compagno, ora allenatore d'una squadra di calcio femminile, la cui miglior giocatrice s'infortuna alla vigilia della partita decisiva per la conquista del titolo contro la diretta avversaria. Dante escogita la soluzione: si traveste da donna facendosi credere una calciatrice polacca e, ingaggiato per la partita, sfoggia tutta la sua classe segnando ben cinque reti; ma un calcio di punizione tirato dalle avversarie lo colpisce proprio nelle parti basse, e il conseguente dolore patito svela l'inganno.

### L'armadio di Troia

Alberto Lionello e Barbara Bouchet

Giangi, un produttore cinematografico succube della moglie Violante, escogita uno stratagemma per scappare dalla gita in barca con quest'ultima ed incontrare nella propria villa l'amante francese Françoise (una stupenda Nadia Cassini), ma prima che il padrone di casa e l'amante giungano a destinazione, due ladri che si fingono traslocatori convincono il custode a scaricare un pregiato armadio dentro la villa; all'interno del mobile si nasconde Pietro, il terzo complice, che una volta rimasto da solo inizia a ripulire l'abitazione dai monili. Ma il piano viene stravolto dall'arrivo dei due amanti, che costringe il ladro a tornare a nascondersi dentro l'armadio. Mentre i due sono sul punto di amoreggiare arriva a sorpresa Violante, che costringe Françoise a nascondersi a sua volta nello stesso armadio. Tra il ladruncolo e la ragazza si instaura così una subitanea "solidarietà". Notato il movimento sospetto dello stipo, Violante apre l'anta ma vi scorge unicamente Pietro, il quale, per cavarsi d'impiccio, finge di essere l'amante di Giangi, che però, nel sentirsi spacciato da "checca", sbotta e rivela la presenza di Françoise. L'indomani i due ladruncoli tornano per riprendersi il mobile ma, al suo interno, legato mani e piedi, vi è Giangi, mentre Pietro si trova comodamente nella villa a far l'amore con Violante e Françoise..

### La visita

Johnny Dorelli e Ursula Andress

A Venezia, la scappatella tra due amanti si complica per l'improvvisa morte di un notaio residente nello stesso palazzo della donna, che dà inizio ad una serie di equivoci. L'uomo, infatti, per giustificare la sua presenza nel palazzo, ma soprattutto nell'appartamento della donna, dichiara di essere il figlio illegittimo del defunto che proprio il marito della donna era stato incaricato di rintracciare per la legittimazione.
Durante il funerale, rimasti finalmente soli, riescono a congiungersi proprio sul letto in cui giaceva la salma..

## Produzione

### Luoghi delle riprese
Il detective
- Scalinata: Basilica dei Santi Pietro e Paolo (Roma)
- Associazione Opere Pie: viale dei Santi Pietro e Paolo (Roma)
- Maccione travestito: parco della villa Celimontana di via della navicella (Roma)
- Ufficio di Maccione: via Piccolomini (Roma)
- Casa spia e casa del cliente: via Margutta (Roma)[5]

La squadra di calcio
- Campo di calcio iniziale: Frascati (Roma)
- Campo di calcio finale: Grottaferrata (Roma)

L'armadio di Troia
- Alberto Lionello legato: strada panoramica del Monte Argentario, Porto Ercole (Grosseto)

La visita
- La casa veneziana (esterni): Ca' Giustinan Recanati, sede del Liceo artistico (Venezia)
- La casa veneziana (interni): Palazzo Primoli, via Zanardelli (Roma)[5]

## Distribuzione
Fu distribuito negli Stati Uniti col titolo Sex with a Smile 2 e in Gran Bretagna come Love in Four Easy Lessons.

## Accoglienza

### Critica
(Mirella Acconciamessa, l'Unità, 24 novembre 1976)
(Achille Valdata, La Stampa del 6 gennaio 1977 e Stampa Sera del 7 gennaio 1977)